# Marc Dutroux
Marc Paul Alain Dutroux [dytʀu] (* 6. listopadu 1956 Ixelles) je belgický sériový vrah. V letech 1995 a 1996 unesl, mučil a sexuálně zneužíval šest dívek ve věku od osmi do devatenácti let, čtyři z nich později zavraždil. V roce 1996 byl dopaden a v roce 2004 byl odsouzen na doživotí.
Jeho bývalá manželka, Michelle Martinová, byla v roce 2004 odsouzena k 30 letům vězení za spolupachatelství. Podle výsledků vyšetřování nechala dvě unesené dívky zemřít hlady, zatímco krmila své německé ovčáky, a těla zakopala v plastových pytlích na zahradě. V roce 2012 byla podmíněně propuštěna. Proti jejímu propuštění se konaly protesty. Projednávalo se i jeho propuštění, žádost byla v únoru 2013 zamítnuta.